# Шлехдорф
Шлехдорф (њем. Schlehdorf) општина је у њемачкој савезној држави Баварска. Једно је од 21 општинског средишта округа Бад Телц-Волфратсхаузен. Према процјени из 2010. у општини је живјело 1.217 становника. Посједује регионалну шифру (AGS) 9173142.

## Географски и демографски подаци
Шлехдорф се налази у савезној држави Баварска у округу Бад Телц-Волфратсхаузен. Општина се налази на надморској висини од 604 метра. Површина општине износи 25,4 km². У самом мјесту је, према процјени из 2010. године, живјело 1.217 становника. Просјечна густина становништва износи 48 становника/km².